# Брунновы
Брунновы (нем. Freiherren von Brunnow) — баронский род в Курляндии, в 1620 году внесенный в список дворян герцогства Курляндского.

## Происхождение и история рода
Происходит из Померании, где Брунновы сначала назывались Янигами (Janigen). Последний из Янигов оставил сына Клауса, который, достигши рыцарского достоинства, стал называться рыцарем фон Брунновым, а потомки его переселились в Курляндию, где получали поместья и занимали выдающиеся должности.
Михаэль фон Бруннов (нем. Michael von Brunnow; ок. 1520—1583) — канцлер герцогства Курляндского в 1566—1582 гг..
Указом от 18 марта 1871 года барон Филипп Бруннов возведён был в графское Российской империи достоинство, герб Высочайше утвержден в 1873 г.

## Описание герба
В червленом щите три серебряных перевязи. В золотой главе возникающий Императорский орел, имеющий на груди золотой, украшенный цепью ордена Святого Апостола Андрея Первозванного щит с червленым коронованным вензелевым изображением имени Его Величества Государя Императора Александра II.
Щит увенчан графской короной и тремя графскими коронованными шлемами. Нашлемники: среднего — возникающий Императорский орел, имеющий на груди золотой, украшенный цепью ордена Св. Апостола Андрея Первозванного щит с червленым коронованным вензелевым изображением имени Его Величества Государя Императора Александра II; правого и левого — три страусовых пера, из коих крайние — червленые, среднее — серебряное. Наметы: средний — чёрный с золотом, крайние — червленые с серебром. Щитодержатели: два рыцаря в серебряных латах с серебряными шлемами, украшенными тремя страусовыми перьями, из которых крайние червленые, среднее — серебряное. Рыцари держат червленые с серебряными остриями копья. Герб графа Бруннова внесен в Часть 12 Общего гербовника дворянских родов Всероссийской империи, стр. 28. Герб Высочайше утвержден 15 Марта 1873 года, а грамота на графское достоинство, «за смертию графа Филиппа Бруннова, не была Высочайше подписана».